# Ayotzinapa (Tlapa de Comonfort)
Ayotzinapa es una localidad del estado mexicano de Guerrero. Es parte del municipio de Tlapa de Comonfort.

## Toponimia
El nombre «Ayotzinapa» proviene de los términos en náhuatl: ayotl, tortuga; tzin, diminutivo; apan, río. Su significado es «río de las tortuguitas».

## Demografía
| Gráfica de evolución demográfica |
|                                  |

| Censo | Población |
| ----- | --------- |
| 1900  | 193       |
| 1910  | 211       |
| 1921  | 230       |
| 1930  | 278       |
| 1940  | 288       |
| 1950  | 460       |
| 1960  | 403       |
| 1970  | 484       |
| 1980  | 664       |
| 1990  | 823       |
| 2000  | 875       |
| 2010  | 1 693     |
| 2020  | 1 232     |